# Gerard van Sidon
Gerard Grenier, heer van Sidon (overleden tussen 1165 en 1171) was heer van Sidon, een heerlijkheid in het koninkrijk Jeruzalem.
Hij was een zoon van Eustatius I Grenier en Emelota. Zijn jongere broer Walter werd na de dood van hun vader heer van Caesarea. Zijn moeder Emelota hertrouwde met Hugo II van Jaffa, een neef en goede vriend van koningin Melisende van Jeruzalem.
Willem van Tyrus hanteert voor Gerard Grenier in zijn werk A History of Deeds Done Beyond the Sea de naam Eustatius II. Toch wordt hij in diverse documenten uit de periode van 1147 tot 1165 gewoon vermeld als Gerard. Sommige historici gaan ervan uit dat Gerards vader meer dan twee zoons had. Gerard verschijnt voor het laatst als getuige bij de vaststelling van een handvest op 15 maart 1165, maar zijn zoon en opvolger komt pas voor het eerst voor bij de datum 4 februari 1171. Er wordt verder niets vermeld over de regeerperiode tussen deze jaren, de periode waarin Gerard waarschijnlijk overleden is. Het is onmogelijk dat zowel Gerard als Eustatius II tezamen of achtereenvolgens heersten over Sidon.
Gerard huwde met Agnes van Bures, een zus van Willem II van Bures, prins van Galilea. Zij kregen twee zoons:
- Reginald (Reinoud) (1133-1202), zijn opvolger als heer van Sidon
- Walter (1137-?)